# ちゃい文々
ちゃい文々（ちゃいぶんぶん）は、新潟県を中心に活躍する漫画エッセイスト、コミュニケーション・クリエイター。

## 概要
新潟市生まれ。二児の母親でシングルマザーである。1994年にデザインオフィス「アトリエチャイブ」を設立する。2002年からフリーペーパーに子育てエッセイ漫画を連載する他、コミュニケーションスキルや多様な視点を養う講座を教育関係者や市民向けに実施している。

## 出演

### テレビ
- にいがたLive!ナマ+トク（新潟テレビ21） - 月曜日コメンテーター

### ラジオ
- 工藤淳之介 3時のカルテット（BSNラジオ） - 木曜日パートナー

## 書籍
- 『どーいんソレ…!! 妊娠・出産はじめての育児編』新潟日報事業社、2010年8月20日。ISBN 978-4861324123。
- 『子育ては、泣き・笑い・八起き 妊娠・出産・はじめての育児』幻冬舎〈幻冬舎文庫〉、2015年2月10日。ISBN 978-4344423091。